# Berit Kaschan
Berit Kaschan (* 26. Dezember 1985 in Tartu) ist eine estnische Dichterin und Literaturwissenschaftlerin.

## Leben
Kaschan schloss 2013 ihr Literaturstudium an der Universität Tallinn mit einer Magisterarbeit über die lettische Autorin Nora Ikstena und die estnische Kinderbuchautorin Aino Pervik ab. Sie arbeitete u. a. im Tammsaare-Museum in Tallinn und beim Verlag der Tallinner Universität. Seit 2017 ist sie verantwortliche Redakteurin der zweimal jährlich vom Eesti Instituut publizierten Zeitschrift Estonian Literary Magazine.

## Werk
Kaschans Gedichte erschienen seit 2008 in der Zeitschrift Värske Rõhk ('Frischer Druck'), die der Nachwuchsliteratur gewidmet ist. Ihr Buchdebüt erfolgte jedoch erst 2016 mit einem schmalen Gedichtbändchen, das von der Kritik hoch gelobt und mit Betti Alver verglichen wurde. Mehrfach wurde hervorgehoben, dass die vergleichsweise lange Zeitspanne zwischen ersten publizierten Gedichten und erstem Buch der Qualität ihrer Lyrik zugutegekommen sei, indem ihrem Debüt eine „reife stilistische Handschrift“ attestiert wurde. Auch ihr zweiter Gedichtband, dessen Titel auf die Entstehung der Sterne verweist, wie der Dichterkollege Andrus Kasemaa in seiner Rezension erläutert, wurde positiv aufgenommen. „Gott ist auf Vaterschaftsurlaub, die Cherubim sind in den Tiefen der Großraumbüros verschwunden. Die Frühschicht ist vorbei. […] Kaschan übernimmt die Rolle der kleinen Schöpferin und schafft ihre eigene Wortwelt, sie ist fröhlich und rhythmisch und fügt sich wunderbar in das vom Großen Schöpfer Geschaffene ein.“
In ihrem literaturwissenschaftlichen Werk ist sie eine der wenigen in Estland, die sich mit der Literatur des südlichen Nachbarn befasst; außerdem untersuchte sie ausländische Einflüsse in der zeitgenössischen estnischen Literatur.

## Auszeichnungen
- 2009 Auszeichnung „Erster Schritt“ beim Tartuer Literaturfestival Prima Vista
- 2017 Literaturpreis der Universität Tallinn

## Bibliografie
- Ma naeran magades ('Ich lache im Schlaf'). Tallinn: Verb 2016. 40 S.
- Hommikune vahetus ('Frühschicht'). s. l.: Kaschan AM 2019. 56 S.
- Täna piisab vähesest ('Heute reicht wenig'). s. l.: Puänt 2022. 64 S.

## Sekundärliteratur
- Eda Ahi: Humanitaarabi ühele ärevale ajale, in: Looming 3/2017, S. 443–444.
- Andrus Kasemaa: Jalutuskäik tähtede taga, in: Looming 3/2020, S. 460–462.